# 011
011 est un groupe de musique electropop basé à Montréal et à Oxford en Angleterre

## Parcours
Le groupe se fait remarquer rapidement en novembre 2006 après avoir remporté le prix MIMI du meilleur groupe electro lors de son premier concert.
En 2007 011 se produit dans plus de 30 spectacles au Québec et en Colombie-Britannique ainsi que dans plusieurs festivals comme le Rendez-Vous des arts de la rue de Shawinigan et le festival Osheaga de Montréal. 
En 2008 la chanson C'était la première fois figure sur la compilation L'Univers de Rajotte 2 et l'animateur Claude Rajotte déclare 011 « meilleur groupe electro au Québec » lors de sa chronique dans l'émission de Monique Giroux à la radio de Radio-Canada.
En juin 2009, le trio sort son premier album, Calcul Désintégral, produit par Xavier Paradis qui contient une collaboration avec le chanteur Marc Drouin sous le pseudonyme de Marginal Deluxe ainsi que des remixes de Mingo l'Indien de Les Georges Leningrad et DJ Mini.
Le disque reçoit une critique plutôt favorable de plusieurs médias montréalais,,.
En août 2009, 011 est invité à jouer lors des FrancoFolies de Montréal.

## Membres
- Julie Morand-Ferron (Programmation, voix et clavier)
- Éric Trottier (Programmation, clavier, percussions et échantillonnage)
- Jean-François Thibault (Programmation, clavier et échantillonnage)